# Amercœur
Amercœur est un quartier administratif de la ville de Liège, sur la rive droite de la Meuse, face à Outremeuse. Anciennement hors de la ville, le quartier est traversé par la nationale 3 menant à Herve et Aix-la-Chapelle.

## Historique

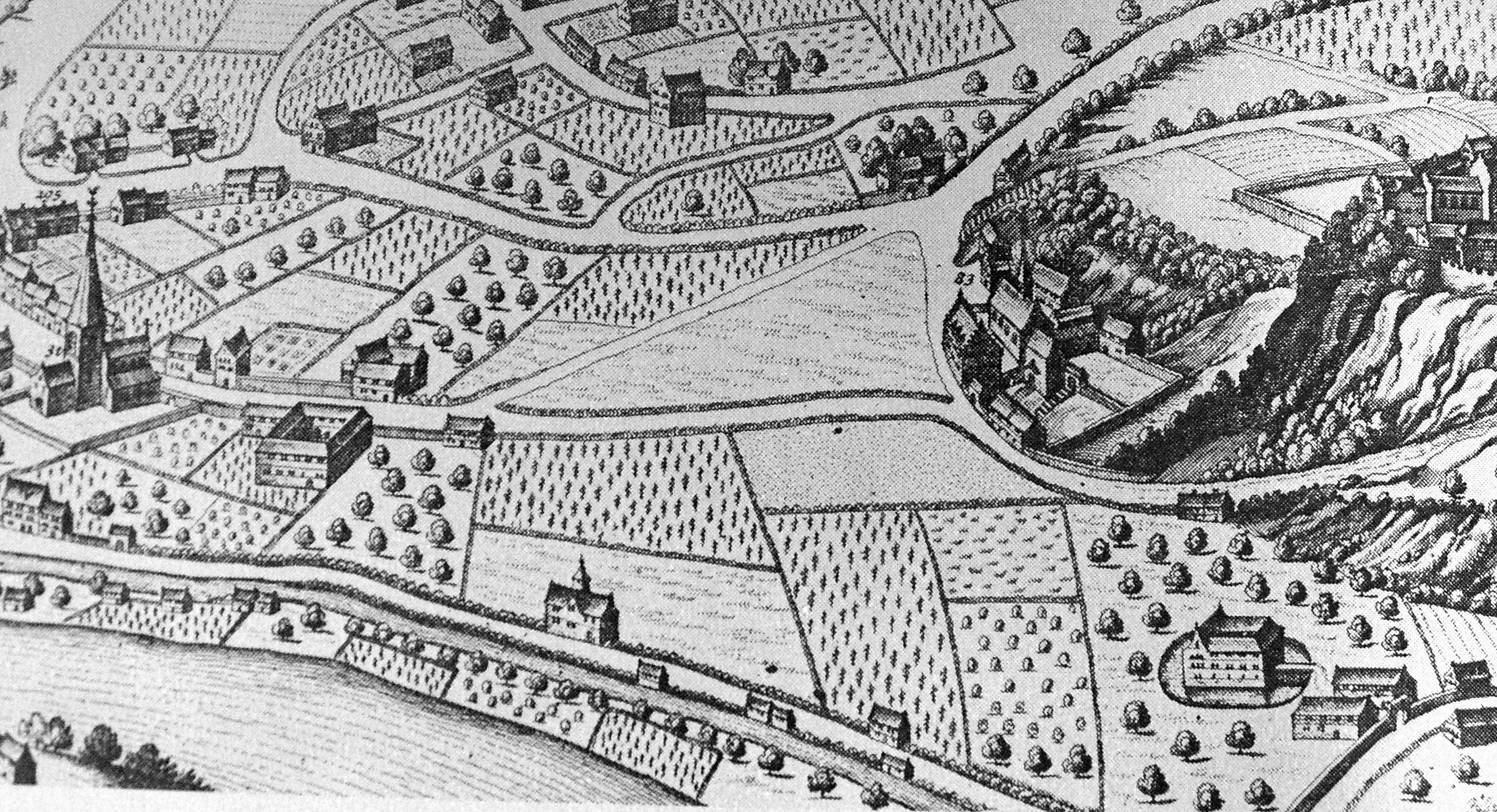
La Chartreuse et Cornillon

L'origine du nom d'Amercœur serait une déformation d'Almaric curtis du nom d'un professeur local de l'époque. C'est en 1252 qu'apparaît pour la première fois dans une charte de Robermont l'appellation Amercœur. Cet ancien bailliage du Haut Moyen Âge englobait de nombreuses seigneuries et villages.
Exposé aux fréquents débordements de l'Ourthe et de la Meuse, son sol essentiellement composé de terre, d'argile et d'une assise de gravier, était parcouru de nombreux petits ruisseaux qui dévalaient de Cornillon pour alimenter les marais d'Outremeuse en formant des terres envahies d'énormes dépôts limoneux.
Dès le XIIIe siècle, Amercœur est attaché à la cour scabinale de Jupille dont le siège situé au pont d'Amercœur possédait à sa tête un bailli relevant de l'évêché de Liège.
Occupé par de nombreuses brasseries dont la cervoise coulait à flots durant le marché aux bestiaux instauré par Érard de La Marck, Amercœur devint par la suite le quartier de l'industrie de la serge, fournissant jusqu'en 1789 vingt mille pièces d'étoffes par an.
Malheureusement situé au pied de la forteresse de la Chartreuse, le quartier fut ravagé à de nombreuses reprises, comme lors des évènements de la Pentecôte 1691 où le général Boufflers fit arroser la ville de boulets rouges, punissant ainsi la résistance liégeoise.

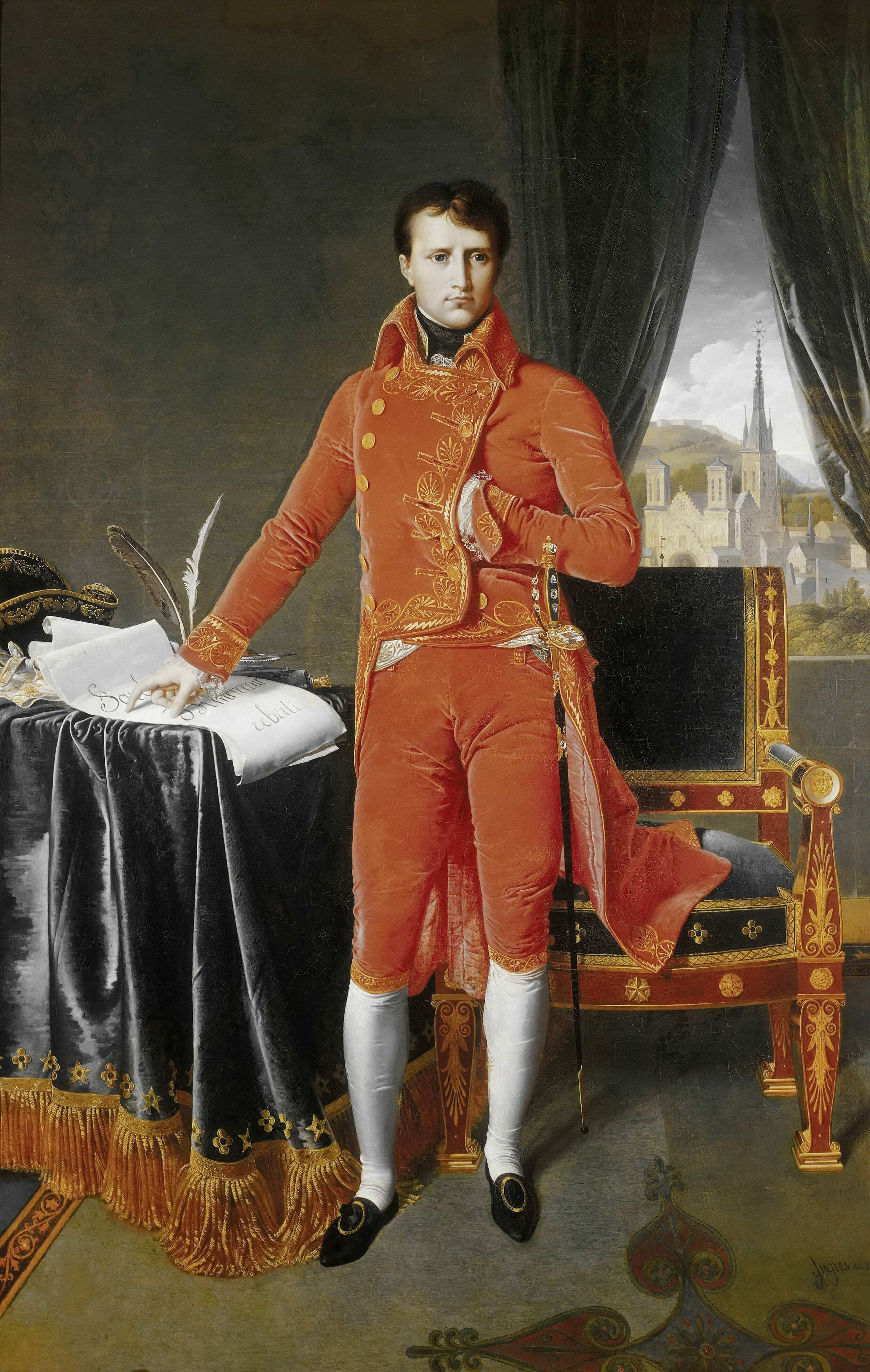
Bonaparte, Premier Consul par Dominique Ingres. À l'arrière-plan, la cathédrale Saint-Lambert pourtant déjà détruite et sous sa main droite, le fameux parchemin

Le 27 juillet 1794, les Français pénètrent dans la ville pour en déloger les Autrichiens insultés par la population liégeoise ; population qualifiée par le général Dumouriez comme étant la plus dangereuse peut-être de l'Europe après celle de Londres et de Paris. Devant le comportement des Liégeois, les Autrichiens se vengèrent et anéantirent Amercœur à coup de boulets incendiaires, qui embrasèrent le quartier avec une rare violence.
Après ces évènements, il fut permis aux habitants d'utiliser les pierres de taille de la cathédrale Saint-Lambert pour reconstruire leurs maisons. Une partie des déblais du cimetière de Notre-Dame-aux-Fonts servit à remplir les excavations dues aux bombardements.
Le 2 août 1803, Bonaparte, parcourait les ruines du faubourg et octroyait un subside de trois cent-mille francs pour sa reconstruction. On peut d'ailleurs distinguer sur le portrait de Dominique Ingres, le Premier Consul désigner un parchemin où l'on peut lire Faubourg d'Amercœur rebâti.
Autrefois dominé par les vignobles appartenant aux Chartreux, le quartier d'Amercœur présentait encore au XIXe siècle un visage charmant et champêtre. Un projet de 1823 prévoyait d'ériger rue Basse-Wez un établissement de bains autour d'une source d'eau sulfureuse très fréquentée, Li flairante êwe, « l'eau puante », projet qui ne connut pas de suite.

## Patrimoine
Du fait des nombreuses destructions du quartier, ne demeurent que peu de monuments historiques, excepté l'église Saint-Remacle-au-Pont et la cour des Prébendiers (rue d'Amercœur), l'ex-couvent des sœurs de l'Espérance et le Valdor.
- la rue Basse-Wez, une des plus anciennes voies de Liège traverse le quartier. Autrefois seule route de communication avec l'Ardenne on l'appelait communément « d'vins les Basses » (dans les basses), Wez étant le nom d'un ancien hameau sis à l'entrée de Grivegnée dépendant de la paroisse Saint-Remacle.
- marché couvert d'Amercœur ;
- pont d'Amercœur.